# Mauricio Martínez Aguirre
Mauricio Martínez Aguirre (nacido el 20 de mayo de 1975 en Colón) es un exboxeador de peso gallo panameño excampeón mundial de la Organización Mundial de Boxeo.

## Carrera Profesional
El 15 de julio de 1995 Martínez inició con éxito su carrera profesional tras vencer el dominicano Andrés Ciriaco por decisión mayoritaria en cuatro asaltos en la Arena Panamá Al-Brown. El 4 de septiembre de 2000, peleó contra Lester Fuentes por el título mundial vacante de la OMB y ganó por nocaut en el quinto asalto en el Wythenshawe Fórum. Sólo hizo una defensa de su cinturón contra Esham Pickering antes de perder el título ante el boxeador mexicano Cruz Carbajal. El 6 de julio de 2003, gana el título Fedecentro Supergallo de la Asociación Mundial de Boxeo cuando venció al colombiano Francisco Tejedor por nocaut en el tercer asalto en el Miccosukee Indian Gaming Resort. En el 2003 defendió su título Fedecentro en cuatro ocasiones la última fue el 12 de diciembre de 2003 cuando venció al mexicano Sergio Pérez por decisión unánime en doce asalto en el Miccosukee Indian Gaming Resort. Perdió 6 de sus últimas 7 peleas y terminó retirándose en 2012.

## Récord Profesional
| 36 Ganadas (24 knockouts), 14 Derrotas(6 knockouts), 1 Empates |         |                         |      |              |            |                                                         |                                                                  |
| Res.                                                           | Récord  | Oponente                | Tipo | Round Tiempo | Fecha      | Lugar                                                   | Notas                                                            |
| G                                                              | 36-14-1 | Claudio Marrero         | TKO  | 4 (10)       | 2012-11-30 | BB&t Center, Sunrise, Estados Unidos                    |                                                                  |
| G                                                              | 36-13-1 | Jorge Arce              | UD   | 10 (10)      | 2012-09-22 | Gimnasio Polifuncional, Los Mochis, México              |                                                                  |
| G                                                              | 36-12-1 | Erick Aguilera          | KO   | 3 (10)       | 2011-12-02 | Hotel Sheraton, Colón, Panamá                           |                                                                  |
| P                                                              | 35-12-1 | Eduardo Escobedo        | TKO  | 3 (10)       | 2011-06-11 | Auditorio Miguel Barragán, San Luis Potosí, México      | Por el título Fedecaribe Pluma AMB                               |
| P                                                              | 35-11-1 | Jonathan Arenas         | UD   | 8 (8)        | 2011-04-02 | Arena Roberto Duran, Juan Díaz, Panamá                  | Por el título Supergallo CBPP                                    |
| P                                                              | 35-10-1 | Reynaldo López          | UD   | 12 (12)      | 2010-08-07 | Aviator Sports Complex, Brooklyn, Estados Unidos        | Por el título USA New York State Supergallo                      |
| P                                                              | 35-9-1  | Heriberto Ruiz          | UD   | 12 (12)      | 2009-03-20 | Casino Rama, Rama, Canadá                               | Por el título Inter-Continental Supergallo FIB                   |
| G                                                              | 35-8-1  | Leopoldo Arrocha        | UD   | 10 (10)      | 2008-05-07 | Centro de Convenciones Atlapa, Ciudad de Panamá, Panamá |                                                                  |
| G                                                              | 34-8-1  | Manuel de los Reyes     | UD   | 8 (8)        | 2007-12-01 | Arena Roberto Duran, Juan Díaz, Panamá                  |                                                                  |
| P                                                              | 33-8-1  | William González        | SD   | 12 (12)      | 2007-07-14 | Arena Roberto Duran, Juan Díaz, Panamá                  |                                                                  |
| G                                                              | 33-7-1  | Sergio Gómez            | TKO  | 7 (10)       | 2007-03-10 | Hotel Melia, Colón, Panamá                              |                                                                  |
| G                                                              | 32-7-1  | Jesús Lora              | TKO  | 6 (8)        | 2007-02-03 | Centro de Convenciones Figali, Fuerte Amador, Panamá    |                                                                  |
| P                                                              | 31-7-1  | Gerry Peñalosa          | TKO  | 9 (10)       | 2006-10-21 | Don Haskins Center, El Paso, Estados Unidos             |                                                                  |
| G                                                              | 31-6-1  | Franklin Varela         | UD   | 12 (12)      | 2006-05-20 | Centro de Convenciones Atlapa, Ciudad de Panamá, Panamá | Defiende el título Latino Gallo OMB                              |
| G                                                              | 30-6-1  | Diego Martínez          | KO   | 2 (12)       | 2006-03-26 | Feria de David, David, Panamá                           | Defiende el título Latino Gallo OMB                              |
| G                                                              | 29-6-1  | Edison Torres           | TKO  | 10 (12)      | 2005-11-19 | Centro de Convenciones Figali, Fuerte Amador, Panamá    | Defiende el título Latino Gallo OMB                              |
| P                                                              | 28-6-1  | Ratanachai Sor Vorapin  | MD   | 12 (12)      | 2005-08-05 | Patong Beach, Patong, Tailandia                         | Por el título mundial Gallo OMB                                  |
| G                                                              | 28-5-1  | Reynaldo Hurtado        | TKO  | 4 (8)        | 2005-06-07 | Sycuan Resort & Casino, El Cajón, Estados Unidos        |                                                                  |
| G                                                              | 27-5-1  | Gerardo Espinoza        | TD   | 5 (12)       | 2004-11-05 | Plaza Hotel & Casino, Las Vegas, Estados Unidos         | Gana el título Fedecentro Gallo AMB y el título Latino Gallo OMB |
| G                                                              | 26-5-1  | Carlos Rivas            | KO   | 3 (8)        | 2004-08-28 | Edificio Don Ramón, David, Panamá                       |                                                                  |
| G                                                              | 25-5-1  | Hugo Vargas             | UD   | 8 (8)        | 2004-06-11 | Miccosukee Indian Gaming Resort, Miami, Estados Unidos  |                                                                  |
| G                                                              | 24-5-1  | Cuauhtémoc Gómez        | TKO  | 6 (8)        | 2004-04-02 | Equestrian Complex, Ocala, Estados Unidos               |                                                                  |
| G                                                              | 23-5-1  | Sergio Pérez            | UD   | 12 (12)      | 2003-12-12 | Miccosukee Indian Gaming Resort, Miami, Estados Unidos  | Defiende el título Fedecentro Supergallo AMB                     |
| G                                                              | 22-5-1  | Ever García Hernández   | TKO  | 5 (12)       | 2003-08-29 | Arena de Colón, Colón, Panamá                           | Defiende el título Fedecentro Supergallo AMB                     |
| G                                                              | 21-5-1  | Hugo Dianzo             | UD   | 12 (12)      | 2003-08-01 | Miccosukee Indian Gaming Resort, Miami, Estados Unidos  | Defiende el título Fedecentro Supergallo AMB                     |
| G                                                              | 20-5-1  | Francisco Tejedor       | KO   | 3 (12)       | 2003-06-06 | Miccosukee Indian Gaming Resort, Miami, Estados Unidos  | Gana el título Fedecentro Supergallo AMB                         |
| P                                                              | 19-5-1  | Genaro García           | UD   | 12 (12)      | 2003-02-21 | Civic Center, Kissimmee, Estados Unidos                 | Por el título FECARBOX Gallo CMB                                 |
| P                                                              | 19-4-1  | Cruz Carbajal           | KO   | 9 (12)       | 2002-03-15 | Estadio Beto Ávila, Veracruz, México                    | Pierde el título Mundial Gallo OMB                               |
| G                                                              | 19-3-1  | Esham Pickering         | KO   | 1 (12)       | 2000-12-16 | Sheffield Arena, Sheffield, Reino Unido                 | Defiende el título Mundial Gallo OMB                             |
| G                                                              | 18-3-1  | Lester Fuentes          | KO   | 5 (12)       | 2000-09-04 | Wythenshawe Fórum, Manchester, Reino Unido              | Gana el título Mundial Gallo OMB                                 |
| G                                                              | 17-3-1  | Jorge Alberto Reyes     | KO   | 4 (12)       | 2000-05-06 | Pan American Center, Las Cruces, Estados Unidos         | Defiende el título Gallo ONB OMB                                 |
| G                                                              | 16-3-1  | José Guadalupe Gastelum | TKO  | 7 (10)       | 1999-11-29 | Arrowhead Pond, Anaheim, Estados Unidos                 |                                                                  |
| G                                                              | 15-3-1  | Cruz Acosta             | TKO  | 8 (10)       | 1999-07-12 | Arrowhead Pond, Anaheim, Estados Unidos                 |                                                                  |
| G                                                              | 14-3-1  | Ulises Morquecho        | RTD  | 3 (12)       | 1999-04-12 | Great Western Fórum, Inglewood, Estados Unidos          | Defiende el título Gallo ONB OMB                                 |
| G                                                              | 13-3-1  | Edgar Jasso             | TKO  | 10 (12)      | 1998-11-30 | Arrowhead Pond, Anaheim, Estados Unidos                 | Defiende el título Gallo ONB OMB                                 |
| G                                                              | 12-3-1  | Marcos Badillo          | TKO  | 10 (12)      | 1998-08-10 | Arrowhead Pond, Anaheim, Estados Unidos                 | Gana el título Gallo ONB OMB                                     |
| G                                                              | 11-3-1  | Oscar Maldonado         | TKO  | 6 (10)       | 1998-03-28 | Tropicana Hotel & Casino, Las Vegas, Estados Unidos     |                                                                  |
| P                                                              | 10-3-1  | Héctor Acero Sánchez    | UD   | 8 (8)        | 1997-11-28 | Blue Horizon, Philadelphia, Estados Unidos              |                                                                  |
| G                                                              | 10-2-1  | Antonio Díaz            | SD   | 10 (10)      | 1997-10-30 | Capitol Theatre, Port Chester, Estados Unidos           | Gana el título USA New York State Pluma                          |
| P                                                              | 9-2-1   | Héctor Acero Sánchez    | UD   | 8 (8)        | 1997-08-23 | Madison Square Garden, New York, Estados Unidos         |                                                                  |
| G                                                              | 9-1-1   | Carlos Cabrera          | PTS  | 8 (8)        | 1997-07-11 | Sports Plus, Lake Grove, Estados Unidos                 |                                                                  |
| P                                                              | 8-1-1   | Freddie Norwood         | TKO  | 2 (10)       | 1997-05-31 | Trump Taj Mahal, Atlantic City, Estados Unidos          |                                                                  |
| G                                                              | 8-0-1   | Juan Jesús Mejía        | TKO  | 4 (?)        | 1997-03-07 | Music Fair, Westbury, Estados Unidos                    |                                                                  |
| G                                                              | 7-0-1   | Antonio Jaramillo       | UD   | 8 (8)        | 1996-10-11 | Hipódromo Presidente Remón, Juan Díaz, Panamá           |                                                                  |
| G                                                              | 6-0-1   | Juan Antonio Torres     | TKO  | 10 (12)      | 1996-06-29 | Arena Panamá Al-Brown, Colón, Panamá                    | Gana el título Gallo CBPP                                        |
| G                                                              | 5-0-1   | Danilo Arcaría          | TKO  | 3 (8)        | 1996-04-20 | Hotel Washington, Ciudad de Panamá, Panamá              |                                                                  |
| G                                                              | 4-0-1   | Elicinio Pitalua        | PTS  | 6 (6)        | 1996-03-06 | Discoteca Dreams, Ciudad de Panamá, Panamá              |                                                                  |
| E                                                              | 3-0-1   | Danilo Arcaría          | TD   | 2 (6)        | 1996-02-23 | Hipódromo Presidente Remón, Juan Díaz, Panamá           |                                                                  |
| G                                                              | 3-0     | Ernesto Cooper          | KO   | 1 (4)        | 1995-12-22 | Hipódromo Presidente Remón, Juan Díaz, Panamá           |                                                                  |
| G                                                              | 2-0     | Garibaldo Morris        | TKO  | 3 (4)        | 1995-11-24 | Hipódromo Presidente Remón, Juan Díaz, Panamá           |                                                                  |
| G                                                              | 1-0     | Andrés Ciriaco          | MD   | 4 (4)        | 1995-07-15 | Arena Panamá Al-Brown, Colón, Panamá                    |                                                                  |